# Armand Carrel
Pour les articles homonymes, voir Carrel.
Armand Carrel, né le 8 mai 1800 à Rouen et mort le 24 juillet 1836 à Saint-Mandé, est un journaliste, historien et essayiste français.

## Biographie

### Jeunesse
Fils d’un marchand aisé, Armand Carrel fait ses études au collège de Rouen avant d’intégrer Saint-Cyr dont il sort avec le grade de sous-lieutenant. Entré dans l’armée, il prend part dans la nuit du 31 décembre 1821 au 1er janvier 1822 à la conspiration de Belfort, un complot militaire visant à renverser les Bourbons et à proclamer la République.
Lorsque la guerre avec l’Espagne éclate en 1823, il donne sa démission et s’engage dans un bataillon français de la première Légion étrangère espagnole qui combat pour la cause constitutionnelle contre ses anciens camarades. Il est fait  prisonnier près de Figueras, par le général Damas, après la reddition de la Légion.     
Le 19 septembre 1823 , un premier groupe de prisonniers arrive à Perpignan. Une dizaine d'officiers sont des leurs ; parmi eux Armand Carrel. Tous sont incarcérés dans la prison du Castillet. Et là, le gouvernement qui bafoue la parole donnée par le général Damas devenu ministre de la guerre donne l'ordre de les passer en jugement devant une juridiction militaire. Le 24 octobre, il comparait devant le deuxième conseil de guerre des Pyrénées-Orientales. Arguant que son client n'est plus militaire, l'avocat plaide l'incompétence du tribunal. Le gouvernement passe outre ; retardée par les batailles juridiques de la défense, l'instruction est ouverte le 11 mars 1824. Le 16, le tribunal militaire condamne à l'unanimité Armand Carrel à la peine capitale. Le condamné se pourvoit en révision. Pourvoi accepté, il est remis en prison.    
Au terme de sept longs mois, le détenu est informé qu'il va être jugé à Toulouse. Il est transféré dans cette ville où on l'incarcère durant deux mois avec les droits communs. Le 20 juillet, il est jugé par le tribunal militaire de Toulouse. Au terme de la procédure, le jury se retire. À la question : « Carrel est-il coupable pour avoir pris une part active dans les affaires entre l'armée française et la légion dite libérale étrangère dans laquelle il servait en tant que sous-lieutenant », six voix sur sept répondent par la négative.
De retour à Paris, il devient le secrétaire de l’historien Augustin Thierry qui l’initie au style. Il rédige, à cette époque, son Histoire de la contre-révolution en Angleterre. Il rédige également des articles pour Le Constitutionnel, le Globe, Le Producteur, La Revue américaine et La Revue française.
Après l’assassinat de Paul-Louis Courier dont il est un fervent admirateur, il rédige la première biographie du pamphlétaire qui figure en tête des éditions complètes de Courier.

### Libéral

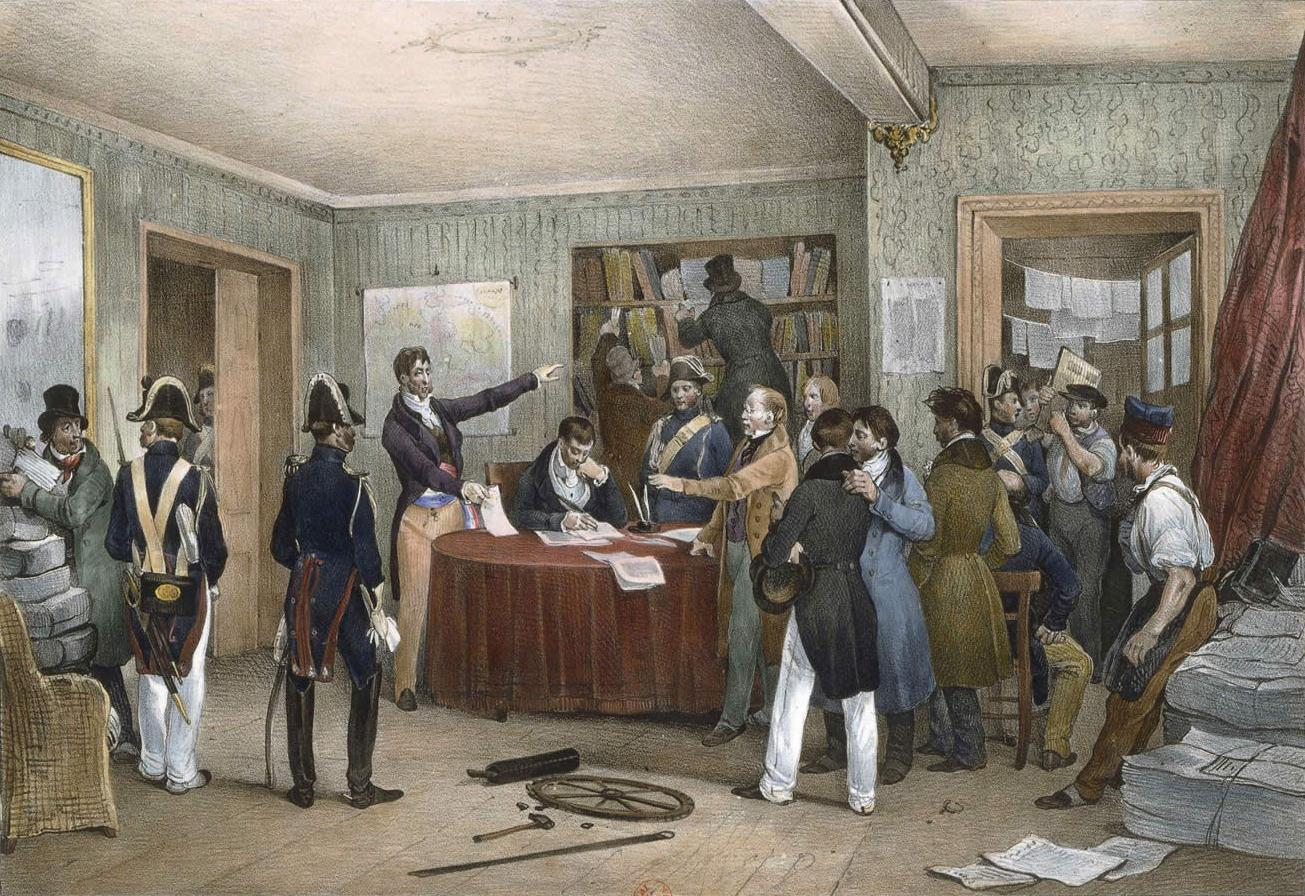
Saisie des presses du journal Le National (27 juillet 1830).
Lithographie de Victor Adam.

Le 3 janvier 1830, il fonde, avec Thiers et Mignet, Le National, quotidien qui exerce une grande influence sur l’opinion dès son apparition. Ce journal joue un grand rôle dans le déclenchement des Trois Glorieuses par ses attaques incessantes contre le régime de Charles X. C'est au siège du National que se réunissent les journalistes pour signer la protestation de 1830 contre les Ordonnances de Juillet suspendant la liberté de la presse, prémices de la Révolution de 1830.
Après la Révolution, Armand Carrel est resté seul aux commandes du National, Thiers et Mignet ayant été nommés dans des services ministériels. Il en fait le principal organe de la place politique parisienne auquel collaborent, à des époques diverses, Nisard et Sainte-Beuve. Lui-même inspire le respect, et passe pour un pur.
Bientôt mécontent des mesures du gouvernement, et particulièrement de la politique de Résistance de Casimir Perier, il passe dans l’opposition du Mouvement. Sans doute y entre-t-il aussi une certaine aigreur : en 1830, Thiers a été nommé conseiller d'État tandis qu’on ne lui a offert qu’une préfecture, qu’il a refusée. Sa situation sociale est également ambiguë : il vit avec une femme mariée, Émilie Antoine-Boudhors, sans pouvoir régulariser sa situation puisque la Restauration a aboli le divorce en 1816 et que, malgré plusieurs propositions présentées par des députés de gauche, la monarchie de Juillet ne l’a pas rétabli.

### Républicain
Les journées de juin 1832 et la répression qui s’ensuit le font définitivement passer dans le camp républicain. Le National devient le principal organe de l’opposition, criant à la trahison du « programme de l’Hôtel de ville ». Il constitue la façade présentable et convenable du parti républicain, bien loin de la Tribune des départements, au style virulent, toujours proche de l’invective. Exerçant un grand empire sur son parti, seul peut-être il eût pu le discipliner. Comme le note la duchesse de Maillé, « il ennoblit l’opinion républicaine en la dégageant de ses attaques systématiques à la propriété, aux nobles et aux prêtres ».
Ses opinions lui attirent de nombreux ennuis, dont six mois d’emprisonnement à Sainte-Pélagie, du 5 octobre 1834 au 2 août 1835, plusieurs passages devant les tribunaux et deux duels avec des rédacteurs de journaux rivaux. Il doit soutenir plusieurs procès de presse, dont un en 1834, devant la Chambre des Pairs qui fit grand bruit : il se défend lui-même et reproche aux Pairs « l’assassinat » du Maréchal Ney, les trahisons de la Monarchie de Juillet que le National a pourtant portée au pouvoir.
Armand Carrel était moins démocrate que républicain. Son modèle constitutionnel était celui des États-Unis même s’il critiquait certains des aspects de ce pays, comme l’esclavage ou le matérialisme. Sa référence était avant tout les pères fondateurs de la république américaine, et surtout de Washington qui avait su se retirer de la vie publique après deux mandats.
D'Armand Carrel, Émile Littré a dit de celui dont Chateaubriand fut l’ami et l’admirateur, qu’il était l’« André Chénier de la politique ».

### Le duel

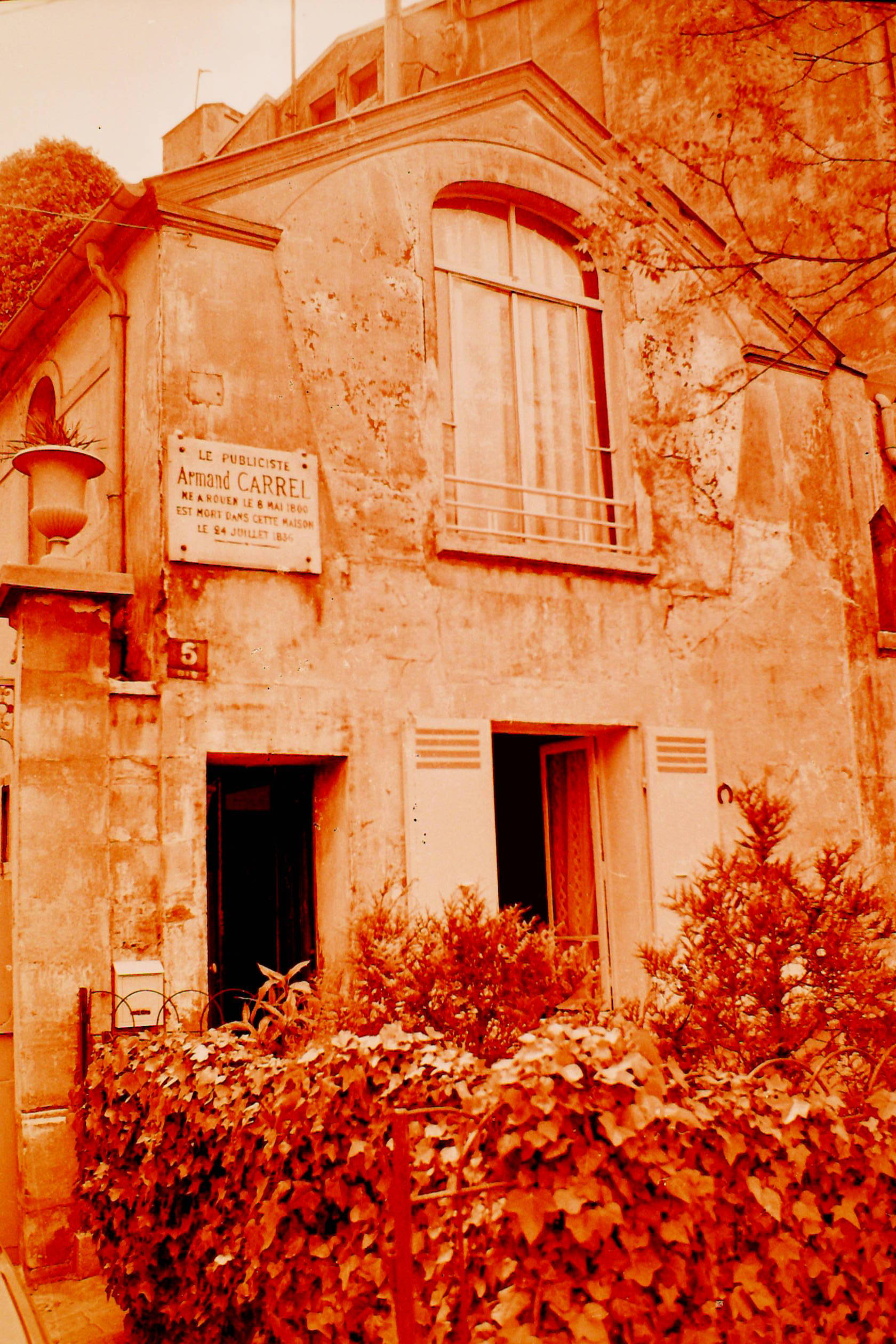
Le pavillon de chasse à Saint-Mandé où Armand Carrel a été transporté après son duel.

La dernière affaire est sa querelle avec le fondateur de La Presse, lancé le 1er janvier 1836 par Émile de Girardin. Ce dernier parvient à multiplier le nombre des abonnés en réduisant le prix de ses abonnements de moitié grâce à l’usage d’encarts publicitaires. Le préjudice causé aux intérêts financiers de ses confrères suscite une polémique entre La Presse et Le National, le second accusant le premier de concurrence déloyale. Girardin menace alors Carrel de révéler dans son journal l’irrégularité de sa vie privée avec une femme mariée, Émilie Antoine, à la suite de quoi Carrel provoque Girardin en duel. La dispute aurait pu, sans l’obstination de Carrel, s’arranger à l’amiable. Lors du duel (le capitaine Maurice Persat et Ambert sont ses témoins,) qui a lieu le 21 juillet 1836 au bord du lac de Saint-Mandé, Girardin est blessé à la cuisse et Carrel à l’aine. Transporté chez Monsieur Peyrat, un ami qu'il avait connu à Saint-Cyr il succombe à sa blessure trois jours plus tard le 24 juillet au matin. Ses obsèques donnent lieu à une grande manifestation silencieuse où des carlistes, et des légitimistes comme Chateaubriand et Berryer côtoient les figures de l'opposition comme Laffitte, Béranger, Cormenin, Arago, Garnier-Pagès, Alexandre Dumas… Il repose au cimetière Nord de Saint-Mandé.

### Postérité

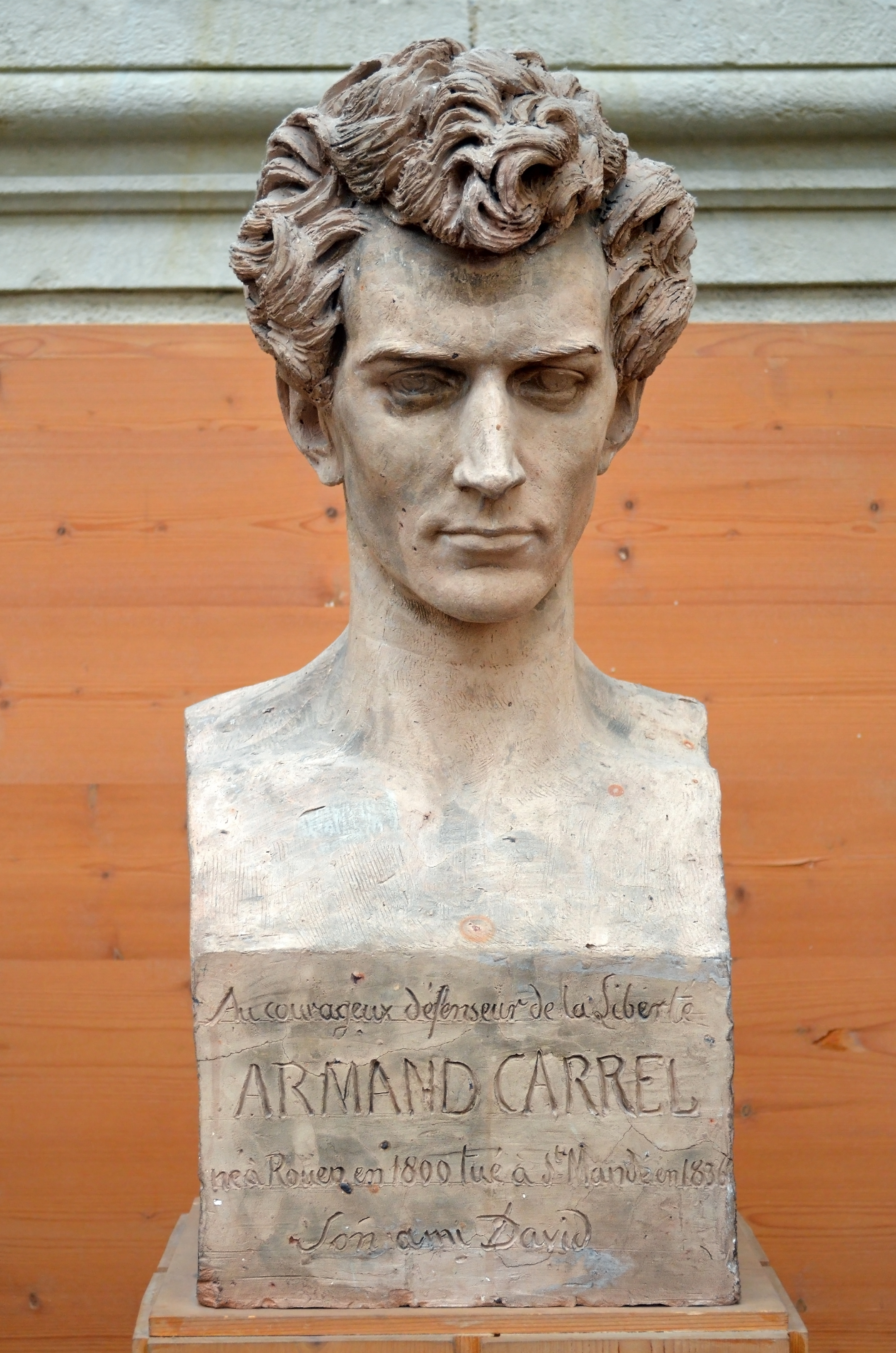
Buste d'Armand Carrel par le sculpteur David d'Angers (1838).

Le sculpteur David d'Angers réalise son profil sur un médaillon de bronze, entré dans les collections du Musée de la vie romantique à Paris. Il est également l'auteur d'un buste élevé à sa mémoire en 1838, exposé dans la Galerie David d'Angers. Une statue sur un piédestal fut réalisée également par David à Saint-Mandé.
À la fin du XIXe siècle, la rue Armand-Carrel et la place Armand-Carrel dans le 19e arrondissement de Paris sont dénommées d'après lui en hommage. La place devient place Roger-Madec en juin 2025.
La municipalité de Rouen, sa ville de naissance, décide également de nommer une rue en souvenir de sa réputation. De même à Montreuil, l'ancienne rue de la Croix-Doucette a été renommée Armand-Carrel ; elle commence rue de Paris et finit rue de Lagny à proximité de Saint-Mandé.

## Œuvres
Outre ses articles de journaux, on a de lui : 
- Résumé de l’histoire des Grecs modernes, 1823
- Histoire de la contre-révolution en Angleterre, 1827
- Essai sur la vie et les écrits de Paul-Louis Courier (en tête des Œuvres de cet écrivain), 1831
- Essai sur la littérature anglaise, 1836
- Œuvres littéraires et économiques précédées d’une notice biographique sur l’auteur par Littré, Éd. Charles Romey, 5 vols. 1857-1859.

## Sources
- René-Gustave Nobécourt, La Vie d’Armand Carrel, Paris, Gallimard, 1930.
- Gérard Minart, Armand Carrel (1800-1836) : l'homme d'honneur de la liberté de la presse, L'Harmattan, 2011, 308 p..